# Maratonistas de Coamo 2012-2013 (pallavolo)
Questa voce raccoglie le informazioni riguardanti i Maratonistas de Coamo nelle competizioni ufficiali della stagione 2012-2013.

## Organigramma societario
Area direttiva
- Presidente: José Felipe Garcia Troncoso

Area tecnica
- Primo allenatore: Milton Ortiz (fino a ottobre), Enrique López (da ottobre)

## Rosa
| N° | Nome              | Ruolo | Data di nascita | Nazionalità sportiva |
| -- | ----------------- | ----- | --------------- | -------------------- |
| 1  | Daniel Erazo      | C     | 16 agosto 1987  | Porto Rico           |
| 1  | José Rivera       | C     | 9 novembre 1981 | Porto Rico           |
| 2  | Rafael Ramos      | L     | -               | Porto Rico           |
| 3  | Ricardo Díaz      | S     | -               | Porto Rico           |
| 4  | Oscar Santiago    | C     | -               | Porto Rico           |
| 6  | Jorge Otero       | S/O   | 3 marzo 1988    | Porto Rico           |
| 7  | Eric Gallardo     | P     | 14 maggio 1985  | Porto Rico           |
| 8  | Emanuel Romero    | C     | 16 luglio 1993  | Porto Rico           |
| 9  | Roberto Rodríguez | P/S   | -               | Porto Rico           |
| 10 | Milton Ortiz      | L     | -               | Porto Rico           |
| 11 | Rubén Martínez    | L     | -               | Porto Rico           |
| 12 | Miguel Borrero    | -     | -               | Porto Rico           |
| 13 | Eduardo Hernández | S     | 22 ottobre 1990 | Porto Rico           |
| 14 | Austin Rester     | S/O   | 31 marzo 1982   | Stati Uniti          |
| 15 | Juan Bernazar     | -     | -               | Porto Rico           |
| 16 | Bryant Bauzo      | S     | -               | Porto Rico           |